# Paracyclops andinus
Paracyclops andinus – gatunek widłonoga z rodziny Cyclopidae. Nazwa naukowa tego gatunku skorupiaków została opublikowana w 1957 roku przez niemieckiego zoologa Friedricha Kiefera.